# Raimondo Montecuccoli
Raimondo Montecuccoli, född 21 februari 1609 i Modena, död 16 oktober 1680  i Linz, var en italiensk greve, militär och militärteoretiker, som framförallt var i den habsburgska monarkins tjänst.

## Fältherre

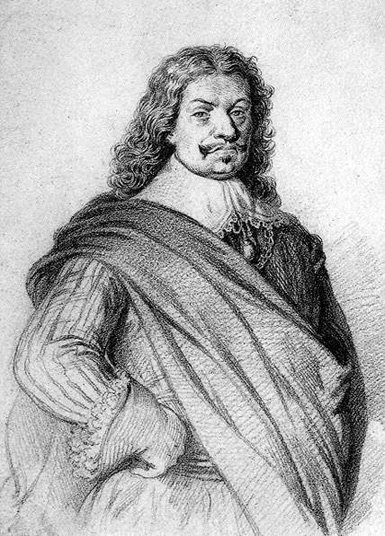
Raimondo Montecuccoli.

Han föddes i en adlig familj och trädde som 1625 i kejserlig tjänst och deltog bland annat under trettioåriga kriget i slaget vid Breitenfeld, slaget vid Lützen, slaget vid Nördlingen, stormningen av Kaiserslautern 1635, som överste i slaget vid Wittstock, tillfångatogs av Johan Banér 1639 efter slaget vid Melnitz men utväxlades 1642. År 1644 blev han fältmarskalklöjtnant och hovkrigsråd och deltog med utmärkelse i trettioåriga krigets sista strider.
Efter fredsslutet 1648 användes Montecuccoli av kejsaren för diplomatiska uppdrag. Han besökte bland annat Sverige 1654 – sannolikt dock endast som privatperson – och vann drottning Kristinas gunst och vistades 1655 längre tider vid hennes hov i Belgien. År 1657 blev han befälhavare för de kejserliga hjälptrupperna mot Sverige och fördrev tillsammans med kurfursten av Brandenburg svenskarna från Jylland, intog Pommern och blev till belöning fältmarskalk. År 1660 blev han guvernör i Raab, framtvingade efter segern över turkarna vid slaget vid Sankt Gotthard i västra Ungern freden i Vasvár 1664.
När franska armén under Henri de la Tour d’Auvergne de Turenne invaderade Nederländerna 1672 fick han mot sig Montecuccoli som kejserlig överbefälhavare. Han lyckades befria Elsass men sedan Louis II Condé 1675 efter Turennes död övertagit befälet över de franska trupperna tvingades han retirera och måst på grund av sjuklighet lägga ned befälet.
Rhenfälttåget framhölls under 1700-talet som idealmodell för hur en armé skulle manövrera. Han mötte Turenne för en andra gång 1675. Montecuccoli utnämndes till hertig av Melfi 1679.

## Militärteoretiker
| ”                        | Om man kan, skall man besegra fienden utan slag och sår, i det man inskränker honom till en trång landsremsa, där man avskär honom från livsmedlen. I en strid förlorar man, även om utgången blir lycklig, alltid en del av de sina, och varför fresta lyckan. | „ |
| – Raimondo Montecuccoli, | |   |

Under sin svenska fångenskap i Stettin skrev han Trattato della guerra, sedan Zibaldine (1648), Del arte militare, Della guerra col Turco in Ungheria. Texterna bygger på egna erfarenheter och auktoriteter som Giorgio Basta, Mario Savorgnano, Henri de Rohan och Johann Jacob von Wallhausen.
Montecuccolis huvudarbete Memorie della guerra tryckes 1703. Hans Opere complete utkom i två band 1807–08, Ausgewählte Schriften i 4 band 1899–1900. Innan var han bara känd som mästare på manöverkrigföring, nu också som författare. Han lade stor vikt vid att fältherren skulle förbereda sig väl inför ett fälttåg. Han lade fokus på logistikens betydelse; förespråkade värvade yrkesarméer. Det var särskilt hans vetenskapliga förhållningssätt till krigskonsten och teoretiska metoder som väckte beundran. Hans konkreta anvisningar ansågs föråldrade.